# Lijst van Champ Car-coureurs
De lijst van Champ Car-coureurs geeft een overzicht van autocoureurs die uitkwamen in de Champ Car tussen 1979 en 2007, ook bekend onder de naam CART tussen 1979 en 2003 en Champ Car World Series tussen 2004 en 2007.

## A
- Kenny Acheson
- Mark Alderson
- A.J. Allmendinger - Rookiekampioen 2004
- Bill Alsup - Rookiekampioen 1979

- Jeff Andretti - Rookiekampioen 1991
- John Andretti
- Mario Andretti - Kampioen 1984

- Michael Andretti - Kampioen 1991
- Ian Ashley
- Scott Atchison

## B
- Eric Bachelart
- Tom Bagley
- Mauro Baldi
- Fulvio Ballabio
- Fabrizio Barbazza - Rookiekampioen 1987
- Steve Barclay
- Alex Barron
- Patrick Bedard
- Jon Beekhuis
- Townsend Bell
- Ross Bentley
- David Besnard
- Tony Bettenhausen Jr.

- Gary Bettenhausen
- Tom Bigelow
- Mark Blundell
- Raul Boesel
- Juan Carlos Bolaños
- Brian Bonner
- Neil Bonnet
- Geoff Boss
- Claude Bourbonnais
- Sébastien Bourdais - Rookiekampioen 2003, Kampioen 2004, 2005, 2006, 2007
- Buddie Boys
- Gary Brabham

- Geoff Brabham
- Kenny Bräck - Rookiekampioen 2000
- Darin Brassfield
- Scott Brayton
- Ronnie Bremer
- Steve Bren
- Jason Bright
- Ryan Briscoe
- John Brooks
- Bob Brutto
- Robbie Buhl
- Jim Buick
- Steve Butler

## C
- Juan Cáceres
- Phil Caliva
- Joël Camathias
- Earle Canavan
- Larry Cannon
- Patrick Carpentier
- Dana Carter
- Pancho Carter

- Hélio Castroneves
- Michael Chandler
- Steve Chassey
- Eddie Cheever - Rookiekampioen 1990
- Ross Cheever
- Frank Chianelli
- Andrea Chiesa

- Chuck Ciprich
- Dan Clarke
- Price Cobb
- Kevin Cogan
- Leroy Van Conett
- Dale Coyne
- Jim Crawford

## D
- Guido Daccò
- Wally Dallenbach
- Wally Dallenbach, Jr.
- Derek Daly
- Ryan Dalziel

- Christian Danner
- Ross Davis
- Rick DeLorto
- Luis Díaz
- Larry Dickson

- Mark Dismore
- Scott Dixon - Rookiekampioen 2001
- Dominic Dobson
- Mario Domínguez - Rookiekampioen 2002
- Robert Doornbos - Rookiekampioen 2007

## E
- Fredrik Ekblom
- Billy Engelhart
- Cor Euser

## F
- Corrado Fabi
- Teo Fabi - Rookiekampioen 1983
- Juan Manuel Fangio II
- Dick Ferguson
- Gil de Ferran - Rookiekampioen 1995, Kampioen 2000, 2001
- Adrián Fernández
- Alex Figge
- Chet Fillip

- Ed Finley
- Dennis Firestone - Rookiekampioen 1980
- Woody Fisher
- Christian Fittipaldi
- Emerson Fittipaldi - Kampioen 1989
- Gregor Foitek
- Norberto Fontana
- Stan Fox

- A.J. Foyt
- Giupponi Franca
- Dario Franchitti
- Tom Frantz
- Franck Fréon
- Bob Frey
- Jean-Pierre Frey
- Amber Furst

## G
- Philippe Gache
- Bertrand Gachot
- Chip Ganassi
- Luiz Garcia jr.
- Josele Garza
- Spike Gehlhausen
- Bruno Giacomelli
- Todd Gibson
- Memo Gidley

- Timo Glock - Rookiekampioen 2005
- Tom Gloy
- Jorge Goeters
- Tristan Gommendy
- Roberto González
- Scott Goodyear
- Robby Gordon
- Marco Greco
- Michael Greenfield

- Stéphan Grégoire
- Mike Groff
- Robbie Groff
- Olivier Grouillard
- Carlos Guerrero
- Roberto Guerrero - Rookiekampioen 1984
- Mauricio Gugelmin
- Janet Guthrie

## H
- Mário Haberfeld
- Dean Hall
- Matt Halliday
- Pete Halsmer
- Davey Hamilton
- Ken Hamilton
- Bob Harkey
- Milt Harper
- Scott Harrington
- Billie Harvey
- Naoki Hattori

- Shigeaki Hattori
- Hurley Haywood
- Richie Hearn
- Ludwig Heimrath
- Bill Henderson
- Bryan Herta
- Doug Heveron
- Jan Heylen
- Jeff Heywood
- Jim Hickman

- Bruce Hill
- Jay Hill
- Andy Hillenburg
- Al Holbert
- Howdy Holmes
- Steve Hostetler
- Richard Hubbard
- Cliff Hucul
- Ryan Hunter-Reay
- Jim Hurtubise

## J
- Neel Jani
- Jarek Janis
- Paul Jasper
- Stefan Johansson - Rookiekampioen 1992
- Gordon Johncock
- Herm Johnson

- Ken Johnson
- Parker Johnstone
- Alan Jones
- Davy Jones
- John Jones

- P.J. Jones
- Bernard Jourdain - Rookiekampioen 1989
- Michel Jourdain Jr.
- Michel Jourdain Sr.
- Bruno Junqueira

## K
- Tony Kanaan - Rookiekampioen 1998
- Jerry Karl
- Tõnis Kasemets
- Rupert Keegan
- Sheldon Kinser
- Tom Klausler

- Chris Kneifel
- Jorge Koechlin von Stein
- Steve Krisiloff
- Jeff Krosnoff
- Phil Krueger

- Michael Krumm
- David Kudrave
- Peter Kuhn
- Lee Kunzman
- Takuya Kurosawa

## L
- Jan Lammers
- Randy Lanier
- Eddie Lawson
- Giovanni Lavaggi
- Rodolfo Lavín
- Bob Lazier - Rookiekampioen 1981

- Buddy Lazier
- Greg Leffler
- Katherine Legge
- JJ Lehto
- Patrick Lemarié
- David Leslie

- Randy Lewis
- Ray Lipper
- Al Loquasto
- André Lotterer
- Arie Luyendyk - Rookiekampioen 1985

## M
- Harry MacDonald
- Jeff MacPherson
- Jan Magnussen
- John Mahler
- Darren Manning
- Nigel Mansell - Rookiekampioen 1993, Kampioen 1993
- Enrique Mansilla
- Jovy Marcelo
- Nicola Marozzo
- Tarso Marques
- Marcus Marshall
- John Martin
- David Martínez
- Hideshi Matsuda
- Hiro Matsushita

- Cristiano da Matta - Kampioen 2002
- Gastón Mazzacane
- Mack McClellan
- Roger McCluskey
- Larry McCoy
- Michael McDowell
- Jim McElreath
- Dave McMillan
- Graham McRae
- Chip Mead
- Casey Mears
- Rick Mears - Kampioen 1979, 1981, 1982
- Roger Mears
- Arnd Meier
- Rick Miaskiewicz

- Jerry Miller
- Nicolas Minassian
- Kenji Momota
- Fabrizio del Monte
- Tiago Monteiro
- Andrea Montermini
- Juan Pablo Montoya - Rookiekampioen 1999, Kampioen 1999
- Greg Moore
- Rocky Moran
- Roberto Moreno
- John Morton
- Mike Mosley
- Daniel Muñiz
- Brad Murphey
- Rick Muther

## N
- Shinji Nakano
- Charlie Nearburg
- Mike Nish

## O
- Bobby Olivero
- Drake Olson

- Danny Ongais
- Jan Opperman

## P
- Simon Pagenaud
- Tero Palmroth
- Wally Pankratz
- Max Papis
- Johnny Parsons
- Nicky Pastorelli

- John Paul Jr.
- Dave Peperak
- Nelson Philippe
- Tom Phillips
- Teddy Pilette
- Ed Pimm

- Nelson Piquet
- Antônio Pizzonia
- Will Power - Rookiekampioen 2006
- Ted Prappas
- Bill Puterbaugh
- Scott Pruett

## R
- John Raecker
- Roger Rager
- Bobby Rahal - Rookiekampioen 1982, Kampioen 1986, 1987, 1992
- Graham Rahal
- Andrew Ranger
- Eldon Rasmussen
- Héctor Rebaque

- Willy T. Ribbs
- André Ribeiro
- Buddy Rice
- Larry Rice
- Homero Richards
- John Richards
- Tim Richmond

- Chip Robinson - Rookiekampioen 1985
- Gonzalo Rodríguez
- Michael Roe
- José Romano
- José Romero
- Barry Ruble
- Johnny Rutherford - Kampioen 1980

## S
- Eliseo Salazar
- Joe Saldana
- Steve Saleen
- Mika Salo
- Gualter Salles
- Vinicio Salmi
- Harry Sauce
- Franco Scapini
- Domenico Schiattarella
- Ken Schrader
- Vern Schuppan

- Billy Scott
- Chico Serra
- Oriol Servià
- Scott Sharp
- Ron Shuman
- Dick Simon
- Gordon Smiley
- Guy Smith
- Mark Smith
- Jan Sneva
- Jerry Sneva

- Tom Sneva
- George Snider
- Vincenzo Sospiri
- Russell Spence
- Alex Sperafico
- Ricardo Sperafico
- Joe Sposato
- Lyn St. James
- Hubert Stromberger
- Danny Sullivan - Kampioen 1988
- Sammy Swindell

## T
- Alex Tagliani
- Toranosuke Takagi
- Bill Tempero
- Mike Thackwell

- Phil Threshie
- Didier Theys
- Brian Till
- Tony de Tommaso

- Paul Tracy - Kampioen 2003
- Orio Trice
- Tod Tuttle

## U
- Al Unser Jr. - Kampioen 1990, 1994
- Al Unser Sr. - Kampioen 1983, 1985
- Bobby Unser

- Johnny Unser
- Robby Unser

## V
- Michael Valiante
- Jimmy Vasser - Kampioen 1996
- Dean Vetrock

- Jacques Villeneuve - Rookiekampioen 1994, Kampioen 1995
- Jacques Villeneuve Sr.
- Dennis Vitolo

- Rich Vogler
- Bill Vukovich II
- Billy Vukovich III

## W
- Salt Walther
- Bob Ward
- Jeff Ward
- James Weaver
- Frank Weiss

- Kevin Whitesides
- Bill Whittington
- Don Whittington, Jr.
- Desiré Wilson
- Justin Wilson

- Max Wilson
- Björn Wirdheim
- Andreas Wirth
- Jeff Wood
- John Wood

## Y
- Alex Yoong

## Z
- Alessandro Zampedri
- Alex Zanardi - Rookiekampioen 1996, Kampioen 1997, 1998
- Charles Zwolsman